# Candlemasinseln
Die Candlemasinseln (engl. Candlemas Islands, dt. historisch auch Lichtmessinseln) sind eine unter britischer Verwaltung stehende Inselgruppe im südlichen Atlantischen Ozean. Die Gruppe im Norden der Südlichen Sandwichinseln besteht aus den beiden unbewohnten Inseln Candlemas Island und Vindication Island sowie etlichen winzigen Felseilanden.
Teilweise werden die beiden Inseln geographisch den Traversayinseln, einer 50 km weiter nordwestlich gelegenen Inselgruppe, zugeordnet. Die Candlemasinseln wurden allerdings schon 1775 am Lichtmesstag (2. Februar) von James Cook entdeckt, die drei Traversayinseln jedoch erst rund 45 Jahre später durch Fabian Gottlieb von Bellingshausen.